# Martin Lüscher (Zoologe)
Martin Lüscher (* 4. Juni 1917 in Basel; † 9. August 1979 in Murzelen) war ein Schweizer Zoologe.

## Leben und Werk
Der Sohn des Malers Jean Jacques Lüscher und Bruder der Chirurgin Marie Lüscher studierte an der Universität Basel, wo er seine Dissertation zum Thema Experimentelle Untersuchungen über die larvale und die imaginale Determination im Ei der Kleidermotte (Tineola biselliella Hum.) anfertigte und 1944 promoviert wurde. Nach Tätigkeiten an den Universitäten Bern, Cambridge und Paris habilitierte er sich 1948 in Basel. Nach einer Anstellung am Schweizerischen Tropeninstitut wurde er 1954 ausserordentlicher Professor und Leiter der Abteilung für Zoophysiologie am Zoologischen Institut der Universität Bern. 1965 wurde er zum ordentlichen Professor und Leiter des Zoologischen Instituts ernannt. Im Jahr 1970 wurde er zum Mitglied der Leopoldina gewählt.
Sein Forschungsschwerpunkt lag auf der Untersuchung der Termiten.
Zusammen mit Peter Karlson definierte er 1959 den Begriff Pheromon:

„Substanzen, die von einem Individuum nach aussen abgegeben werden und bei einem anderen Individuum der gleichen Art spezifische Reaktionen auslösen“